# Каратюк
Каратю́к — річка в Україні, в межах Більмацького району Запорізької області та Нікольського і Мангушського районах Донецької області. Ліва притока Берди (басейн Азовського моря).
Назва від тюрк. кара — «чорний» і тек, текне — «корито», отже — «Чорне корито».

## Опис
Довжина 28 км, площа водозбірного басейну 243 км². Похил річки 4,9 м/км. Долина коритоподібна, завширшки 1,5 км, завглибшки до 30 м. Річище слабозвивисте, завширшки до 5 м. Глибина річки на незарегульованих ділянках 0,4—0,5 м. Живлення снігове і дощове. У маловодні роки у верхів'ї пересихає. Льодові утворення з грудня до кінця лютого; льодостав нестійкий. Є ставки. Воду часто використовують для зрошення. На берегах річки розташований регіональний ландшафтний парк «Половецький степ».
На правому і лівому берегах річки відомі рудопрояви графіту, які розроблялися у першій половині ХХ ст.

## Розташування
Каратюк бере початок на південний захід від села Шевченківське. Тече спершу на південь, у пониззі — на південний схід, у пригирловій частині — на південний захід. Впадає до Берди біля західної частини села Захарівки.
Основна притока: Темрюк (ліва).